# Gregory Dark
Gregory Dark, pseudonimo di Gregory Hippolyte Brown (Los Angeles, 12 luglio 1957), è un regista, sceneggiatore e produttore cinematografico statunitense.

## Biografia
Si è laureato alla Stanford University di Los Angeles, per poi trasferirsi a New York ed iniziare una carriera come artista concettuale.
Tra gli anni ottanta e novanta realizza diverse pellicole di genere softcore per la casa di produzione di film di serie B Axis Film, e gira anche qualche film hardcore ottenendo diversi riconoscimenti del settore, tra cui l'ingresso nella XRCO Hall of Fame nel 1995.
A partire dagli anni novanta è stato anche regista di video musicali, lavorando con artisti come Inspectah Deck, Xzibit, Linkin Park, Sublime, Snoop Dogg, Britney Spears, Mandy Moore, David Banner, Disturbed, Busta Rhymes, Nick Cannon, The Melvins e i The Calling, ricevendo diverse nomination agli MTV Video Music Awards e vincendo anche dei primi.

## Filmografia parziale
- 1984 - Let Me Tell Ya 'bout White Chicks
- 1985 - White Bunbusters
- 1985 - Black Throat
- 1985 - Vortice erotico (New Wave Hookers)
- 1985 - Let Me Tell Ya 'bout Black Chicks
- 1985 - Between the Cheeks
- 1986 - The Devil in Miss Jones 3: A New Beginning
- 1986 - La rossa, la bionda e l'ingorda (The Devil in Miss Jones 4: The Final Outrage)
- 1986 - Deep Inside Vanessa del Rio
- 1987 - Night of the Living Babes
- 1988 - Dead Man Walking
- 1989 - Backdoor Bonanza 12
- 1991 - Seduzione pericolosa (Carnal Crimes)
- 1991 - New Wave Hookers 2
- 1992 - Secret Games
- 1992 - Night Rhythms
- 1992 - Istinti pericolosi (Animal Instincts)
- 1992 - The Creasemaster
- 1992 - Doppia immagine (Mirror Images)
- 1993 - Sins of the Night
- 1993 - New Wave Hookers III
- 1993 - Body of Influence
- 1993 - Doppia immagine 2 (Mirror Images II)
- 1994 - Object of Obsession
- 1994 - Istinti pericolosi 2 (Animal Instincts II)
- 1994 - Secret Games 3
- 1995 - Undercover Heat
- 1995 - New Wave Hookers 4
- 1995 - The Devil in Miss Jones 5: The Inferno
- 1997 - The Psychosexuals
- 2006 - Il collezionista di occhi (See No Evil)
- 2009 - Little Fish, Strange Pond

## Riconoscimenti
AVN Awards
- 1996 - Hall of Fame[1]

XRCO Awards
- 1987 - Best Director per The Devil in Miss Jones 3[2]
- 1996 - Hall of Fame[3]
- 1997 - Director of the Year[4]